# Гончар Назар Михайлович
Наза́р Михайлович Гонча́р (нар. 20 квітня 1964, Львів — 21 травня 2009, біля Ужгорода) — український поет і перформер.

## Життя та творчість
Лауреат премії БУ-БА-БУ за найкращий вірш 1989 року. Автор поеми-комікса «Казка-показка про Байду-Немову» (1993), а також збірок віршів: «Закон всесвітнього мерехтіння» і «ПРОменеВІСТЬ».
Випускник Львівського університету ім. І.Франка (1986, українська філологія).
Співзасновник літературного гурту «ЛУГОСАД» (ЛУчук-ГОнчар-САДловський). Писав паліндроми, був членом літугруповання «ГЕРАКЛІТ».
Стипендіат програм «Urbani» (2005), «Gaude Polonia» (2007) і «Stadtschreiber der Stadt Graz» (2007/2008).
Твори Назара Гончара входять в шкільну програму вивчення української літератури.
Жив у Львові. Неодноразово виступав у Польщі. У 2007 році тут вийшов томик його вибраних віршів у перекладах Анети Камінської та Андрія Поритка (з участю автора). Його тексти були також опубліковані в антології «Wiersze zawsze są wolne. Poezja ukraińska przekładach Bohdana Zadury» та в часописах «art», «LiteRacje» «Pociąg 76» (w tłumaczeniu Anety Kamińskiej i Andrija Porytki). Польська Інтернет-сторінка автора — на порталі www.literackie.pl. Стипендіат програм «Urbani» (2005), «Gaude Polonia» (2007) та «Stadtschreiber der Stadt Graz» (2007/2008). 2008 року австрійське видавництво «Leykam» (Грац) видало перформативну поезію і лірику Назара Гончара у збірці «Lies dich», куди увійшла оригінальна німецькомовна творчість поета, а також вірші Гончара у перекладі Христини Назаркевич.
Його творчість не обмежувалася аркушем, пером і словом. Свого часу він працював актором у Львівському театрі ім. Леся Курбаса, заснував поетичний «Театр Ледачої Істоти» та студію перформенсу PERHAPS. А з початком XXI ст. одним із перших дивував львів'ян мистецтвом перформенсу.

## Трагічна смерть
Загинув 21 травня 2009 під час купання в озері, яке розташоване у кар'єрі неподалік від Ужгорода. Один зі свідків трагедії, письменник Андрій Любка, розповів, що Назар Гончар поїхав відпочити на озеро після зустрічі зі студентами Ужгородського національного університету: «…Він увесь час був біля берега: сидів у воді й трохи плавав. За кілька хвилин ми помітили, що товариш зник. Почали гукати, а через п'ять хвилин побачили його тіло за 30 метрів від берега». Згідно з висновком лікарів, причиною смерти стала ішемічна кардіоміопатія. Про свою хворобу серця поет не знав.
Мар'яна Савка, поетеса, головна редакторка «Видавництва Старого Лева»:
За останній час ми втратили стільки прекрасних людей, письменників… Страшенно прикро і досить страшно. Назар… Не знаю, як це сталося і як це сприймати за реальність. Людина була настільки світлою, доброю, привітною… Лагідний чоловік з філософським ставленням до життя. Завжди спокійний. Справляв враження людини, яка нікуди не поспішає. І так собі, не поспішаючи, робив багато справ. Був добрим сім'янином і батьком, перш за все. Його син Юлько завжди був біля Назара. Хоч я не належу до найближчих друзів Назара, ми часто бачилися. Ніколи не пам'ятаю Назара роздратованим. Він ніколи нікого не ображав і не ображався. Це — фатальна, трагічна загибель. Не хочеться вірити в те, що письменники повинні відходити у такий трагічний спосіб…
Іван Лучук, письменник, співзасновник літературного гурту «ЛуГоСад»:
«Це безповоротна втрата. Більше такого поета в нас немає… У Назара — такий широкий діапазон творчости поетичної, якої вистачить на добру сотню добрих поетів. Величезна втрата для української літератури. І для мене особисто. Назар був моїм найближчим другом, кумом, хресним батьком моєї доньки… Без таких людей, як Назар, світ стає порожнім…»
Залишив удову Христину й 13-річного сина Юліана.
Похований 23 травня 2009 року на 78 полі Личаківського цвинтарю, неподалік могили поета Ігоря Римарука. У 2013 році на могилі поета встановлено пам'ятник, автор — львівський скульптор Олег Капустяк.